# Opisthadena bodegnesis
Opisthadena bodegnesis är en plattmaskart. Opisthadena bodegnesis ingår i släktet Opisthadena och familjen Hemiuridae. Inga underarter finns listade i Catalogue of Life.